# Kravarsko
Kravarsko je vesnice a opčina v Chorvatsku v Záhřebské župě. Leží v pahorkatině Vukomeričke gorice, asi 26 km jižně od Záhřebu. V samotném Kravarsku v roce 2021 žilo 510 obyvatel, v celé opčině pak 1 824 obyvatel.
K opčině náleží následujících deset sídel:
- Barbarići Kravarski – 209 obyvatel
- Čakanec – 47 obyvatel
- Donji Hruševec – 271 obyvatel
- Gladovec Kravarski – 194 obyvatel
- Gornji Hruševec – 179 obyvatel
- Kravarsko – 510 obyvatel
- Novo Brdo – 83 obyvatel
- Podvornica – 117 obyvatel
- Pustike – 164 obyvatel
- Žitkovčica – 50 obyvatel

Obyvatelé Kravarska se živí především vinařstvím, pěstováním ovoce, chovem dobytka a i menším cestovním ruchem.
Nachází se zde kostel Povýšení Svatého Kříže, o němž první písemná zmínka pochází z roku 1334. Současná stavba pochází z roku 1874. Kostel byl významně poškozen na konci roku 2020 při zemětřesení v Petrinji. Obnovit se ho podařilo po dvou letech v dubnu 2023.